# Triepeolus cuabitensis
Triepeolus cuabitensis är en biart som beskrevs av Genaro 1999. Triepeolus cuabitensis ingår i släktet Triepeolus och familjen långtungebin. Inga underarter finns listade i Catalogue of Life.